# Beta Ceti
Beta Ceti (β Ceti, viết tắt thành Beta Cet, β Cet), còn có tên khác là Diphda, là sao sáng nhất trong chòm sao Kình Ngư. Mặc dù được đặt tên là 'beta', thực tế nó còn sáng hơn sao 'alpha' của chòm sao này (Alpha Ceti). Sao khổng lồ đỏ này rất dễ xác định vì có vị trí của nó ở tong một vùng tối của thiên cầu. Dựa trên các phép đo thị sai, có thể tính được khoảng cách của nó vào khoảng 96,3 năm ánh sáng (29,5 parsec) so với Mặt Trời.

## Đặc điểm

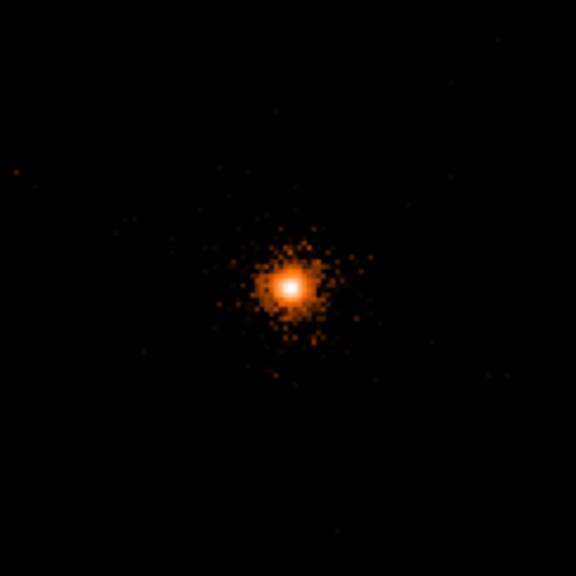
Image of orange giant Beta Ceti from NASA's Chandra X-ray Observatory.

Diphda có cấp sao biểu kiến là 2.02, là sao sáng nhất trong cả chòm sao. Sao này được phân loại là K0 III, mặc dù một số nguồn khác phân loại nó là G9.5 III cho thấy nó nằm ở điểm phân cách của sao loại G và sao loại K. Độ sáng 'III' nghĩa là nó là một sao khổng lồ mà đã đốt hết hydro trong nhân và đã tiến hóa thành một sao thuộc dãy chính kiểu A. Sau khi đi hết giai đoạn sao khổng lồ đỏ, nó đã trải qua sự kiện nháy sáng flash heli và tạo ra năng lượng thông qua phản ứng tổng hợp nhiệt hạch của heli ở lõi của nó. Beta Ceti sẽ vẫn ở chế độ này trong hơn 100 triệu năm.
Nhiệt độ hiệu quả của mặt ngoài của ngôi sao này là khoảng 4.797 K, cho nó màu cam đặc trưng của một ngôi sao loại K. Mặc dù nhiệt độ lạnh của nó, Diphda sáng hơn nhiều so với Mặt Trời với độ sáng của khoảng 145 lần độ sáng của Mặt Trời, do có bán kính lớn hơn Mặt Trời 18 lần và khối lượng lớn hơn 2.8 lần khối lượng Mặt Trời.